# Ancelle di Gesù del Cottolengo di Padre Alegre
Le Ancelle di Gesù del Cottolengo del Padre Alegre (in spagnolo Servidoras de Jesús del Cotolengo del Padre Alegre) sono un istituto religioso femminile di diritto pontificio: le suore di questa congregazione pospongono al loro nome la sigla C.P.A.

## Storia

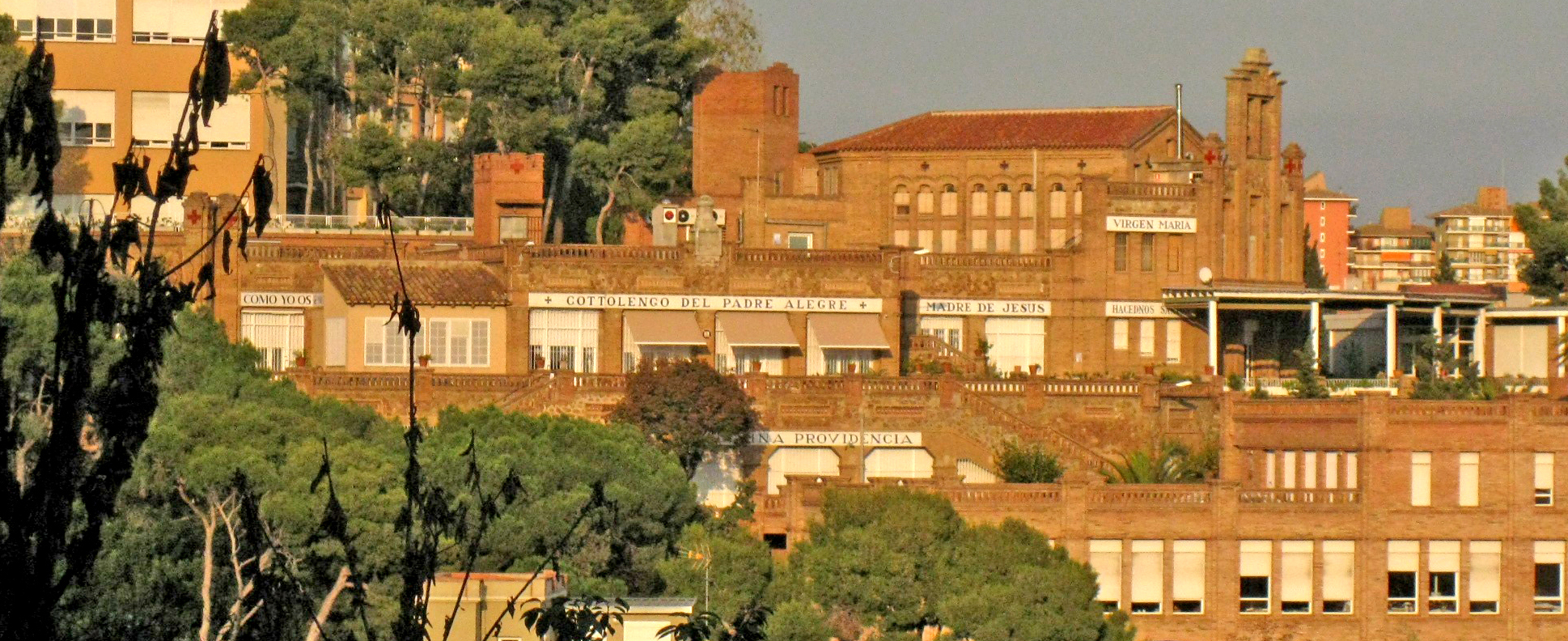
Il "Cottolengo" di Barcellona

Le origini della congregazione risalgono al progetto del sacerdote gesuita Jacinto Alegre Pujals di aprire a Barcellona un "Cottolengo" sul tipo di quello di Torino: il suo sogno fu realizzato nell'agosto del 1932, dopo la sua morte, da un gruppo di sue penitenti sotto la guida di Romolo Zaragoza e del gesuita Juan Guim Molet.
Nel 1939 l'opera si fuse con l'Associazione eucaristica delle Serve di Gesù nei suoi malati poveri, iniziata il 16 luglio 1932 da Dolores Permayer Volart con l'approvazione di Manuel Irurita Almándoz, arcivescovo di Barcellona.
L'istituto fu eretto in congregazione di diritto diocesano il 24 settembre 1969 e ottenne l'approvazione pontificia il 16 maggio 1985.

## Attività e diffusione
Le religiose si dedicano al servizio agli ammalati e ai poveri.
Oltre che in Spagna, le suore sono presenti in Colombia e in Portogallo; la sede generalizia è a Barcellona.
Alla fine del 2011 la congregazione contava 75 religiose in 9 case.